# Nagykarácsony
Nagykarácsony là một thị trấn thuộc hạt Fejér, Hungary. Thị trấn này có diện tích 30,46 km², dân số năm 2010 là 1384 người, mật độ 45 người/km².